# Oedignatha sima
Oedignatha sima là một loài nhện trong họ Corinnidae.
Loài này thuộc chi Oedignatha. Oedignatha sima được Eugène Simon miêu tả năm 1886.